# Полевая армия
Полевая армия — военный термин, применявшийся в Российской империи, и до сих пор применяемый в иностранных государствах
, который обозначает основное административно-оперативное объединение сухопутных вооружённых сил, предназначенное для действий в составе групп армий (как оперативно-стратегических объединений)
 или самостоятельно на заданном операционном направлении.
Состав полевой армии не зафиксирован жёстко и выбирается исходя из её роли и места в текущей операции, наличия сил и средств для её выполнения, боевых возможностей группировки противника, условий на театре военных действий и так далее Обычно, в составе полевой армии под управлением своего штаба действуют от двух до четырёх армейских корпусов (в большинстве случаев — три), одна или две отдельных дивизии, дополнительные части ракетных и артиллерийских войск, специальные войска и части материально-технического обеспечения. Помимо них, полевая армия может быть усилена из резерва главного командования или из состава группы армий дополнительными ракетно-артиллерийскими, воздушно-десантными и другими соединениями.
В некоторых современных вооружённых силах (ВС США и ряда государств блока НАТО) полевая армия по принятой военной терминологии относится к формированиям тактического звена. После реформы 1974 года сухопутных войск США понятие полевая армия было оставлено только для использования в военное время, а функции её частей боевого и тылового обеспечения легли на командования сухопутных войск театра военных действий и штабы армейских корпусов. Аналогичная реорганизация произошла и в Италии. К середине 1990-х годов полевые армии сохранились в сухопутных войсках Франции, Великобритании, Греции, Турции и Японии, однако в этих странах они стали играть роль оперативно-территориальных объединений.

## Полевые армии в некоторых странах

### В Российской империи
В Российской империи  в соответствии с руководящими документами Военного ведомства полевые армии империи являлись временными формированиями полевых войск создававшимися на время вооружённого конфликта (ведения военных действий). В Российской империи понятие «полевая армия» обозначало основной элемент регулярных вооружённых сил сухопутных войск, помимо которого в их составе были особый артиллерийский и инженерный корпуса. Иррегулярным элементом сухопутных войск были местные войска, которые включали в себя ландмилиционные и гарнизонные части, а также казаков. В противоположность им, полевая армия подразделялась на рода оружия: инфантерию, инженерные войска, кавалерию и артиллерию.

### В Великобритании
По мнению западных аналитиков система командования и состав британской полевой армии послевоенного образца в значительной степени отличался от состава аналогичных объединений в США и в Советском Союзе. Если в американской полевой и в советской армиях все элементы обеспечения огневой мощи и глубокого манёвра (танковые роты, дивизионы тяжёлых миномётов и тому подобное) были органично вписаны в организационную структуру на уровне полкового звена, то в британской полевой армии они были сгруппированы отдельно и их подразделения придавались действующим войскам в виде частей усиления по мере необходимости. Аналогичным образом, британская пехотная дивизия того периода не обладала своим собственным танковым резервом, однако в нормальных условиях предполагалось всегда поддерживать её действия бронетанковой бригадой. Особое внимание при сопоставлении сил было уделено тому факту, что советская мотострелковая дивизия, как элемент армейской группировки, обладала наименьшей численностью (около 10 тысяч человек) и соответствовала скорее усиленной бригаде британской полевой армии.
К середине 90-х годов XX века в британских вооружённых силах из полевых армий сохранилась только Британская рейнская, которая была развёрнута после окончания Второй мировой войны на базе 2-й полевой армии 21-й группы армий для осуществления оккупационных функций в Западной Германии. По данным на апрель 2006 года её личный состав насчитывал 49 300 человек включая 440 офицеров, а среди боевых соединений числились 1-я бронетанковая дивизия, 3-я механизированная дивизия и англо-германские части обеспечения и поддержки.

### В США
В рамках американских представлений понятие полевой армии (именной или нумерованной) использовалось ещё со времён Мексиканской войны, однако её прочное вхождение в обиход как промежуточной инстанции для управления армейскими корпусами связывают с периодом Первой мировой войны. Дальнейшее развитие военного дела в США привело к возникновению в ходе второй мировой войны ещё одной командной ступени между командирами корпусов и командованием театра военных действий — группы армий. В те времена полевая армия США включала в себя танковую группу (230 танков) и от двух до четырёх армейских корпусов (что составляло 8 — 16 дивизий, из которых три — 5 были бронетанковыми), одну или две бригады полевой артиллерии, несколько истребительно-противотанковых дивизионов самоходной артиллерии, бригады ПВО и другие части.
Усложнение цепи управления привело к ревизии всей командной структуры и в начале 1970-х годов генерал К. Абрамс начал реформу по её масштабной реорганизации, одним из следствий которой стал вывод полевых армий из числа постоянных элементов американской командно-штабной системы с переносом их функций на уровень корпусов и руководства армии ТВД. Это решение вызвало ряд скептических замечаний, например, был достигнут консенсус, что войсковое руководство вряд ли сможет в боевой обстановке эффективно импровизировать без органов управления объединений крупнее корпуса (англ. Echelon above corps), причём такие органы управления были признаны обязательными не только для координации взаимодействия войск корпусов, но и для организации всех видов боевого обеспечения (связь, медицинское обеспечение, материально-техническое обеспечение, РЭБ, инженерное обеспечение, психологических операций), а также — решения задач логистики, взаимодействия с гражданскими властями и тому подобное. Как следствие, была сохранена возможность вводить под давлением обстоятельств отдельную инстанцию управления (нумерованная или полевая армия) между руководством театра военных действий и корпусами по традиционному образцу.
В дальнейшем выделение полевой армии в составе действующих сил стало прерогативой командования театра военных действий, которое могло переложить на неё управление и координацию действий имеющихся корпусов. При этом, полевая армия комплектовалась из войсковой группировки театра военных действий под текущие требования для решение конкретной боевой задачи, а в её наряд сил могли даже включаться части союзников.

### В Гитлеровской Германии
В сухопутных войсках нацистской Германии к моменту начала операции «Барбаросса» каждая полевая армия имела в своём составе от трёх до 5-ти корпусов или 10 — 16 пехотных дивизий, от двух до 8-ми моторизованных и танковых дивизий, 5 — 8 артиллерийских полков и части вспомогательного назначения.

### В Египте
В вооружённых силах Египта полевая армия считается основным оперативным объединением, причём его некоторые функции приравниваются к функциям военного округа, а командующий находится в непосредственном подчинении начальника генерального штаба.